# 柴咲コウ
柴咲 コウ（しばさき コウ、8月5日 - ）は、日本の女優、歌手、実業家（Les Trois Graces〈レトロワグラース〉代表取締役CEO）。日本国外向けの歌手活動名義はMuseK（ミュゼック）。東京都豊島区生まれ。スターダストプロモーションを経てレトロワグラース所属（2020年4月1日から）。

## 経歴
14歳の時に友達と池袋のサンシャインシティを歩いているところスターダストプロモーションにスカウトされる。当時は高校受験を控えており、なおかつ芸能界入りを父親に猛反対されたこともあってすぐには所属しなかった。高校入学後父の許しを得て所属し、16歳で芸能活動を始める。当時自身も全く興味がなかった芸能界入りを決意したのは「経済的理由」であった。
現在の芸名は、かわかみじゅんこの漫画 『GOLDEN DELICIOUS APPLE SHERBET』（〈ゴールデン デリシャス アップル シャーベット〉短編集『少女ケニヤ』収録）の登場人物、「柴崎 紅」（しばざき こう）に由来する。

### 女優

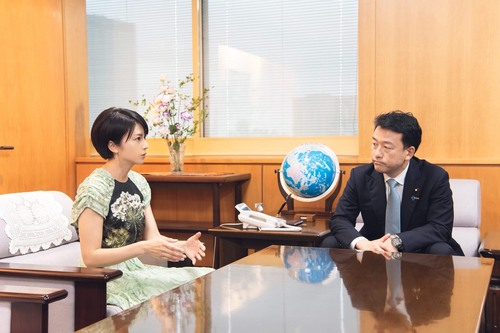
2018年7月6日、中央合同庁舎第五号館にて環境大臣政務官笹川博義（右）と

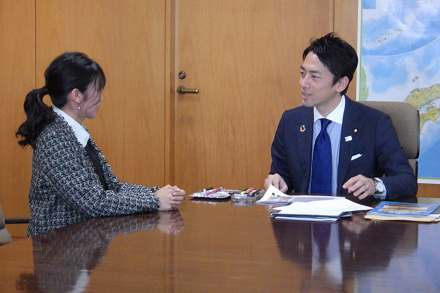
2019年12月20日、中央合同庁舎第五号館にて環境大臣小泉進次郎（右）と

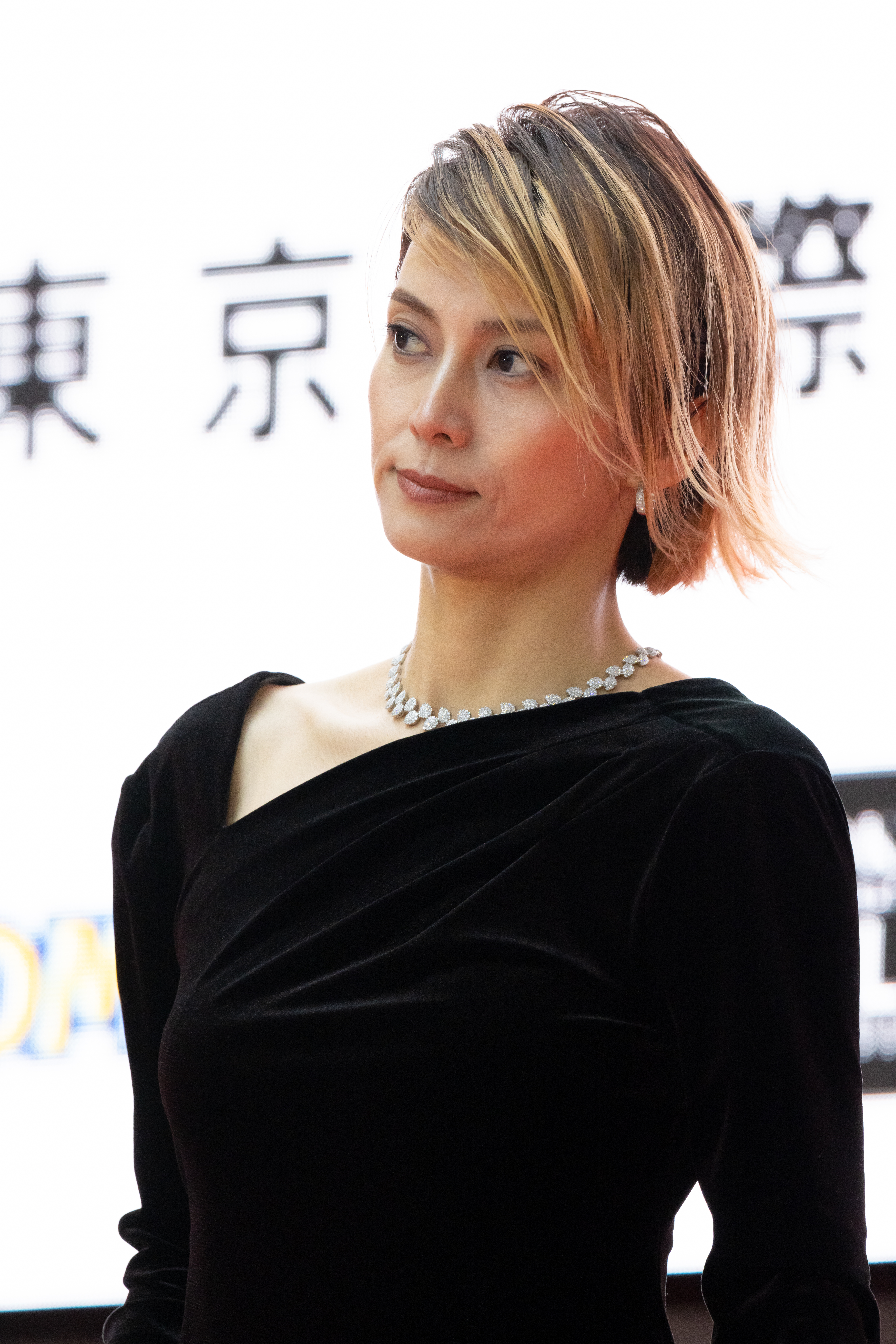
2022年10月24日、第35回東京国際映画祭にて

デビューは1998年7月4日に放送された番宣番組『倶楽部6』（TBS）。1999年放送の日本リーバ（現ユニリーバ・ジャパン）の「ポンズ・ダブルホワイト」の「ファンデーションは使ってません」という台詞のCMで注目される。以後は映画『バトル・ロワイアル』や『GO』での演技が評価され、数々のテレビドラマや映画に出演している。特に『GO』での演技は高く評価され、日本アカデミー賞 最優秀助演女優賞、キネマ旬報ベスト・テン 最優秀助演女優賞をはじめ、その年の映画賞を総なめにし、女優としての地歩を築くこととなった。
主な出演映画代表作は、『バトル・ロワイアル』（2000年）、『GO』（2001年）、『黄泉がえり』（2003年）、『世界の中心で、愛をさけぶ』
（2004年）、『メゾン・ド・ヒミコ』（2005年）、『日本沈没』『県庁の星』（2006年）など。
2007年には妻夫木聡と共演を務めた『どろろ』が公開。同年、コメディ作品である『舞妓Haaaan!!!』で阿部サダヲ、堤真一と共に主演を務め、捨てられた恋人を追いかけて舞妓になるという風変わりなOLを演じた。翌2008年には主演作『少林少女』、福山雅治とダブル主演の『容疑者Xの献身』（後術の『ガリレオ』の映画版の一つ）が公開。
2010年、小川糸の小説を映画化した『食堂かたつむり』で主演を務めた。
2013年には、自身もファンと公言する名探偵コナンの劇場版『名探偵コナン 絶海の探偵』でゲスト声優を務めた。また同年には、全編英語の台詞に挑戦した『47RONIN』のヒロイン役でハリウッド映画デビュー。キアヌ・リーブスとも共演した。
2014年、劇団ひとりが初監督をして話題となった『青天の霹靂』に出演し、芸人である恋人をあたたかく見守るヒロインを好演した。
主な出演ドラマ代表作は『GOOD LUCK!!』（2003年）、『オレンジデイズ』（2004年）、『Dr.コトー診療所』（2003年・2004年・2006年）など。いずれも高視聴率を記録した。特に『GOOD LUCK!!』は最高視聴率37%を記録し、柴咲の影響で整備士を志願する女性が急増した。2007年に放映された『ガリレオ』も大ヒットし、映画化もされた。2010年、フジテレビ開局50周年記念作品のラストである三谷幸喜脚本の『わが家の歴史』で主演を務めた。
2013年には『ガリレオ』のスピンオフ作品である『ガリレオ XX（ダブルエックス） 内海薫 最後の事件 愚弄ぶ』で主演を務め、「内海刑事がもっと見たい」というガリレオファンからの要望に応える形となった。
2015年『○○妻』で女優歴17年目にして初めて単独での連続ドラマ主演を務めた。
2017年には、第56回NHK大河ドラマ『おんな城主 直虎』で主人公の井伊直虎を演じ、NHKドラマ初出演にして大河ドラマの主演を務めた。
2020年3月31日付でスターダストプロモーションとの「マネジメント業務に関する契約」が満了。4月1日以降は、レトロワグラース株式会社がマネジメントを行う。
2020年4月、『エール』で連続テレビ小説に初出演。

### 歌手
歌手活動を始めるきっかけは、ニッポン放送『グローバーのウラナイ!』での「柴咲コウで、夢の印税生活!!」というコーナーであり、デビュー曲の歌詞はリスナーから募集したものだった。
ユニバーサルミュージックから2002年にシングル「Trust my feelings」でデビュー。
2003年、RUI（ルイ）の名義でリリースした映画『黄泉がえり』の主題歌「月のしずく」が100万枚（ミリオン）を超える大ヒット曲となる。オリコンチャートでは最高位1位、年間チャートでも5位を記録した。
翌2004年には、ドラマ『世界の中心で、愛をさけぶ』の主題歌「かたち あるもの」（最高位2位）が60万枚を超える大ヒットを記録し、年間チャートでもトップ10入りした。
ほとんどの曲は柴咲自身が作詞を担当しており、ドラマ『白夜行』の主題歌「影」（最高位2位）や「invitation」など、本人による歌詞は原作の内容をよく理解して作られており、作詞に関する評価も得ている。
2008年、初のベストアルバム『Single Best』『The Back Best』を2枚同時リリース。オリコン初登場1位を獲得した。
2007年には福山雅治とのユニットKOH+として、福山と共演した『ガリレオ』の主題歌「KISSして」、2008年には同じく福山と共演した同ドラマの劇場版映画『容疑者Xの献身』の主題歌「最愛」をリリースした。2011年11月23日にはDECO*27とTeddyLoidと共にgalaxias!としてミニアルバムを発売した。
2011年7月号の『音楽と人』で、「甘美な孤独 呟くが如く」という連載がスタートしている。彼女にとっては初の雑誌の連載である。
2014年8月5日、VOCALOID技術を用い、柴咲の声をベースとした歌声合成ソフトウェア「ギャラ子NEO」がヤマハより発売された。
2014年8月27日発売のシングル「蒼い星」より、レコード会社をビクターエンタテインメントへ移籍した。
2015年6月17日、初のカバーアルバム『こううたう』を発売。
2018年、全世界向けに英語詞の楽曲「Blessing」を制作し、国外活動の際のアーティスト名としてMuseK（ミュゼック）を名乗ることを発表した。

### 実業家・その他

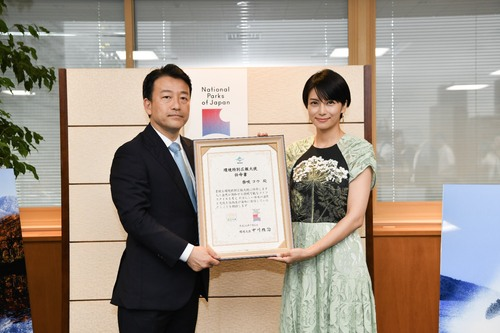
2018年7月6日、環境特別広報大使任命式にて環境大臣政務官笹川博義（左）と

2016年にエンタメ・コマース事業を行うレトロワグラース株式会社を設立、CEOに就任した。2018年には「衣・食・住」をテーマとし、企画・デザインなどプロデュースを全面的に手掛けたファッションブランド「MES VACANCES（ミ ヴァコンス）」を立ち上げ、プレオーガニックコットンなどを使用した衣類を発売した。このほか化学調味料不使用のレトルト食品ブランドなどを発売した。
2018年7月6日、環境省の環境特別広報大使に任命され、9月19日には同大使として伊勢神宮に「月のしずく」の生演奏を奉納した。
2020年3月31日、YouTubeにて「柴咲コウ 公式 'Les Trois Graces' Channel」（通称：レトロワチャンネル）を本格始動した。「美しく生きる」をテーマにし、「EARTH CONSCIOUS」「LIFE STYLE」「ENTERTAINMENT」という3つのコンセプト軸に自身がプロデュースする企画コンテンツ等を配信。
2020年9月17日、アウディ ジャパン 株式会社の初となる電気自動車「Audi e-tron Sportback」の発売を記念し、柴咲コウが「Audi e-tron サポーター」に任命された。また、日本の美しい自然にフォーカスを当てたアウディと柴咲コウのコラボレーションフィルム「サステイナブルな未来へ」をはじめとしたコンテンツが公開された。このフィルムのために柴咲コウの新曲「ひとかけら」が特別に書き下ろされた。

## 人物・エピソード

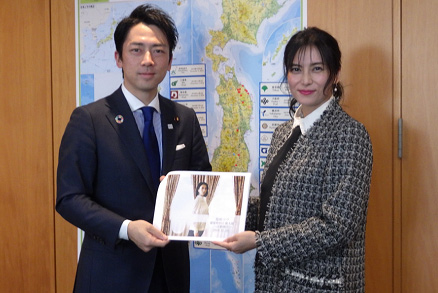
2019年12月20日、活動報告書を環境大臣小泉進次郎（左）に手交

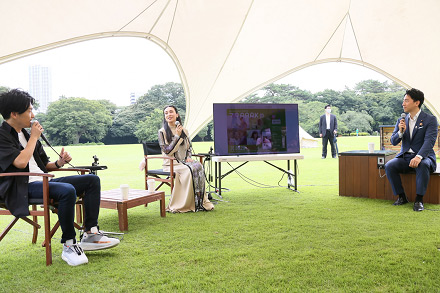
2020年7月22日、新宿御苑にて環境大臣小泉進次郎（右）らと

- ひとりっ子である[25]。子供の頃は、保母さんか花屋さんになりたかった[26]。19歳で乳癌により母親を亡くしており、このことはのちに実業家を始める際、衣食住をテーマとするコンセプトの基盤となった[7]。
- 中学生時代には、バレーボール部に所属[27]。
- 納豆と梅干し[28][29]、味噌汁が好物。味噌汁については、出汁は必ず昆布と鰹節でとり、味噌は赤味噌が少し入っている合わせ味噌を使う。具は基本的に何でもありで、トマトを入れるのも好きだという[28][30]。
- 料理が好き。毎年御節料理は、ほとんどすべて自分で作る[30]。
- 読書が好きで、ブログやライブ等で「オススメの本」を紹介することもある。
- ミュージシャンの平沢進の長年のファンで、SWITCHED-ON LOTUS などの曲が好きである[31][32]。また「神様平沢進様」とTwitter上で呟いたりなどもしている[33]。
- 『名探偵コナン』のファンである。連載当初から読んでいるという[34]。
- 視力が悪く、0.1以下である。そのため人や物をよく見過ぎて、にらんでいると誤解されることが多い。また、芝居の時はコンタクトレンズは着けない。「スタッフがたくさんいるので、恥ずかしい」とのこと[35]。プライベートでは眼鏡派という[36]。
- 人見知り[37]。基本的に自分からアクションを起こすのが苦手で、相手の様子をうかがってしまう[38]。そのため共演者と打ち解けるのに時間がかかる。KOH+等で長く共に活動していた福山雅治なども彼女の人見知りについては証言している。
- 猫好き。熊本の猫カフェから引き取った「のえる」と「るな」という2匹の猫を飼っている。また、実家には「アノン」と「タニン」という猫がいる。
- 両親は共に北海道出身。テレビ番組やライブ等でエピソードを話すことがある。その父親と唯一似ている点は、笑ったときにできる目尻の笑い皺だという。それ以外の容姿は母親にそっくり[6]。
- 理想の男性は、『ドラゴンボール』のキャラクターのピッコロであると話している。ストイックで孤高だが、段々その中に見えてくる優しさに男を感じるとのことである（2012年1月29日のブログに於いても、このことを綴っている）[39]。
- 2020年、種苗法改正案について、ツイッターにて「自家採取禁止。このままでは日本の農家さんが窮地に立たされてしまいます。これは、他人事ではありません。自分たちの食卓に直結することです」と述べた[40]。この発言に対しては、権利者の利益を守るための改正であるとの反論もあり[誰によって?]、柴咲は先のツイートを削除し、問題提起した理由について「何かを糾弾しているのではなく、知らない人が多いことに危惧しているので触れました」「きちんと議論がされて様々な観点から審議する必要のある課題かと感じました」と述べた[41]。また、この件で一部のネットユーザーから誹謗中傷や脅迫などを受けているとして、法的措置も検討していると述べた[42]。

### 交友関係
- 『バトル・ロワイアル』で共演した永田杏奈[43][44]、関口まいとは今でも親交がある。永田は16歳からの付き合いで親友。関口とは家族ぐるみの付き合いである。
- 『オレンジデイズ』で共演した「オレンジの会」の4人とは今でも仲が良い。特に白石美帆とは、「乙女会」なるものを作っており[注釈 2]、柴咲がライブを行った際は必ず駆け付けている。
- 映画監督の行定勲とは『GO』からの付き合いで、初ライブの『invitation LIVE（2007年）』にも駆け付けた。また、iTunesで配信された電子書籍『Lyrical*World』には柴咲について語っているインタビューが掲載されている。
- 事務所の先輩でもある竹内結子とは、2人で食事に行く仲であった[45]。また、19thシングルの「EUPHORIA」のPVには竹内が友情出演している。LIVEにも駆け付けている。
- 『ガリレオ』で共演した広末涼子、『ガリレオ』や『容疑者Xの献身』などで共演した福山雅治、北村一輝、堤真一とも親交がある。
- 榮倉奈々や長澤まさみ、鈴木砂羽[46]、佐藤隆太[注釈 3]、天海祐希など、『わが家の歴史』の共演者とは放送終了した今でも本当の家族のように仲が良く、交友は続いている。
- 東京スカパラダイスオーケストラの谷中敦とはメル友で、メールで詩の送り合いをしている[47]。谷中と2人で飲んだ時、柴咲は酔っ払った谷中を店に残して一人で帰ったという[48]。
- 高橋幸宏との交友は行きつけの店が同じだったことがきっかけで、十数年の付き合いになる[49]。
- 奥田民生とは、斉藤和義の子どもの誕生会がきっかけで知り合い[50]、後に楽曲「ゆくゆくは」の提供を受けた。
- ミュージシャンのMIYAVIとは、『Soundtrack』で共演したSUGIZOがきっかけで親交を深め、互いのTwitterでやり取りすることがある。
- lego big morlとは「Ray」をカバーしたことがきっかけで親交を深める。
- 吉川ひなのは、『森田一義アワー 笑っていいとも!』の「テレフォンショッキング」に柴咲が出演した際に花を送っている。また、柴咲の誕生日を祝う仲である[51]。
- 吉高由里子は『ガリレオ』で共演する以前から親交があり“友達”である[52]。互いに「由里子」、「コウちゃん」[53]と呼んでいる。
- Perfumeのあ〜ちゃんはアミューズ所属の共通の友人が居ることから交友を深める。あ〜ちゃんがパーソナリティーを務めるラジオに柴咲がゲスト出演した際に、あ〜ちゃんが柴咲宅を訪れた時のエピソードが話されている[54]。
- 大宮エリーとは二人旅に出かけるほどの友人[55]。柴咲は大宮が執筆した『猫のマルモ』の帯にコメントを提供している。

## 受賞歴

### 映画
- 『GO』（2002年）
  - 第25回日本アカデミー賞[56]
    - 最優秀助演女優賞
    - 新人俳優賞

  - 第75回キネマ旬報ベスト・テン 最優秀助演女優賞
  - 第26回報知映画賞 最優秀助演女優賞
  - 第23回ヨコハマ映画祭 最優秀助演女優賞
  - 第44回ブルーリボン賞 新人賞
  - 第14回日刊スポーツ映画大賞・石原裕次郎賞 新人賞
  - 第56回毎日映画コンクール スポニチグランプリ新人賞
  - 第11回東京スポーツ映画大賞 最優秀新人賞
  - 第11回日本映画批評家大賞 新人賞[57]
  - 第16回高崎映画祭 最優秀新人女優賞
- 『メゾン・ド・ヒミコ』（2006年）
  - 第29回山路ふみ子映画賞 最優秀女優賞[58]
  - 第1回おおさかシネマフェスティバル 最優秀主演女優賞

### ドラマ
- 2002年
  - 第33回ザテレビジョンドラマアカデミー賞 助演女優賞（『夢のカリフォルニア』､『空から降る一億の星』）[59]
- 2003年
  - 第11回橋田賞 新人賞（『空から降る一億の星』､『GOOD LUCK!!』ほか）[60]
- 2004年
  - 第42回ザテレビジョンドラマアカデミー賞 主題歌賞（「かたち あるもの」､ドラマ『世界の中心で、愛をさけぶ』主題歌）[61]
- 2007年
  - 第55回ザテレビジョンドラマアカデミー賞（『ガリレオ』）[62]
    - 助演女優賞
    - ドラマソング賞（KOH＋名義、『KISSして』、ドラマ『ガリレオ』主題歌）
- 2013年
  - 第17回日刊スポーツドラマグランプリ秋 助演女優賞（『安堂ロイド』）
  - TVnaviドラマ・オブ・ザ・イヤー（2013年10月-12月期）助演女優部門（『安堂ロイド』）

### その他
- 第13回（1999年） ビデオ&DVDでーた大賞 ベストタレント賞（女優部門）
- 第15回（2001年） 日本メガネベストドレッサー賞 特別賞
- 第27回（2003年） エランドール賞 新人賞[63]
- 2016年 BVLGARI AVRORA AWARD
- 第28回（2017年） 日本ジュエリーベストドレッサー賞 30代部門
- 第2回（2017年） HUBLOT LOVES AWARD

## 出演

### 映画（出演）
- 東京ゴミ女（2000年10月7日、シネロケット） - 京子 役
- バトル・ロワイアル（2000年12月16日、東映） - 相馬光子 役
  - バトル・ロワイアル 〜特別編〜（2001年4月7日、東映） - 相馬光子 役
- 東京攻略（2001年3月10日、ギャガ・コミュニケーションズ / ヒューマックス） - 由美 役
- 走れ!イチロー（2001年4月28日、東映） - 中島ミホ 役
- 案山子 KAKASHI（2001年6月16日、マイピック） - 宮守泉 役
- GO（2001年10月20日、東映） - 桜井 役
- 化粧師 KEWAISHI（2002年2月9日、東映） - 中津小夜 役
- Soundtrack（2002年3月9日、ギャガ・コミュニケーションズ / Kシネマグループ） - 美砂、ミサ（2役）（ヒロイン）
- DRIVE（2002年8月24日、日本ヘラルド映画） - 坂井スミレ 役（午後1時の女性）（主演）
- 黄泉がえり（2003年1月18日、東宝） - RUI 役 ※クレジットは「RUI」、主題歌担当
- 着信アリ（2004年1月17日、東宝） - 中村由美 役（主演） ※主題歌担当
  - 着信アリ2（2005年2月5日、東宝） - 中村由美 役
- 伝説のワニ ジェイク（2004年2月7日、スローラーナー） - ベティ・ページ 役
- 世界の中心で、愛をさけぶ（2004年5月8日、東宝） - 藤村律子 役（主演）
- 髪からはじまる物語（2005年2月、KOSEサロンスタイル） - （主演） ※WEB配信
- メゾン・ド・ヒミコ（2005年8月27日、アスミック・エース） - 吉田沙織 役（主演）
- 県庁の星（2006年2月25日、東宝） - 二宮あき 役（主演）
- 嫌われ松子の一生（2006年5月27日、東宝） - 渡辺明日香 役
- 日本沈没（2006年7月15日、東宝） - 阿部玲子 役（主演）
- ワイルド・スピードX3 TOKYO DRIFT（2006年9月16日、UIP） - カメオ出演
- どろろ（2007年1月27日、東宝） - どろろ 役
- 舞妓Haaaan!!!（2007年6月16日、東宝） - 大沢富士子 役（主演）
- 少林少女（2008年4月26日、東宝） - 桜沢凛 役（主演）
- 容疑者Xの献身（2008年10月4日、東宝） - 内海薫 役（ヒロイン）
- 食堂かたつむり（2010年2月6日、東宝） - 倫子 役（主演）
- 大奥（2010年10月1日、松竹 / アスミックエース） - 徳川吉宗 役（ヒロイン）
- すーちゃん まいちゃん さわ子さん（2013年3月2日、スールキートス） - 森本好子 役（主演）
- 47RONIN（2013年12月6日、東宝東和） - ミカ役（ヒロイン）
- 青天の霹靂（2014年5月24日、東宝） - 花村悦子 役（ヒロイン）
- 喰女-クイメ-（2014年8月23日、東映） - 後藤美雪役・お岩役（ヒロイン）
- 信長協奏曲（2016年1月23日、東宝） - 帰蝶 役（ヒロイン）
- ねことじいちゃん（2019年2月22日、クロックワークス） - 美智子 役（ヒロイン）[64]
- 緊急事態宣言『DEEPMURO』（2020年8月28日、Amazon Prime）
- 燃えよ剣（2021年10月15日[65][注釈 4][66]、東宝） - お雪 役[67]
- MIRRORLIAR FILMS Season2「巫.KANNAGI」（2022年2月18日、イオンエンターテイメント）- 監督兼出演
- ホリック xxxHOLiC（2022年4月29日、松竹 / アトミック・エース） - 壱原侑子 役（主演）[注釈 5][68]
- 沈黙のパレード（2022年9月16日、東宝） - 内海薫 役（ヒロイン）[69]
- 天間荘の三姉妹（2022年10月28日、東映） - イズコ 役[70]
- 月の満ち欠け（2022年12月2日、松竹） - 小山内梢 役[71]
- Dr.コトー診療所（2022年12月16日、東宝） - 星野彩佳 役（ヒロイン）[72]
- ミステリと言う勿れ（2023年9月15日、東宝） - 赤峰ゆら 役[73]
- 蛇の道（2024年6月14日、KADOKAWA） - 新島小夜子 役（主演）[74]
- でっちあげ〜殺人教師と呼ばれた男（2025年6月27日、東映） - 氷室律子 役[75]
- 兄を持ち運べるサイズに（2025年11月28日公開予定、カルチュア・パブリッシャーズ） - 村井理子 役（主演）[76]
- 時には懺悔を（2026年公開予定、ソニー・ピクチャーズ エンタテインメント） - 由紀 役[77][78]

### テレビドラマ（出演）
- shin-D「出歯ガメ〜ソフトミックス〜」（1999年2月3日 - 2月24日、日本テレビ）
- L×I×V×E（1999年、TBSテレビ） - 谷口章子 役
- P.S. 元気です、俊平（1999年、TBSテレビ） - カワイ・ミカ 役
- コワイ童話「ラプンツェル」（1999年、TBSテレビ）
- 悪いオンナ（TBSテレビ）
  - 地獄へのカクテル（1999年10月7日 - 10月28日） - バーテンダー・彩花 役（主演）
  - ルーズソックス刑事（2000年） - 女優 役
- Lucky!（1999年12月25日、名古屋テレビ） - 後輩OL 役
- ブラック・ジャック（2000年3月31日、TBSテレビ） - 戸山啓子 役
- アナザヘヴン〜eclipse〜（2000年、テレビ朝日） - 木内ルミ 役
- 伝説の教師（2000年、日本テレビ） - リエ 役
- 火曜サスペンス劇場「黒衣の天使」（2000年、日本テレビ） - 看護婦 役
- ストレートニュース（2000年、日本テレビ） - 浜崎美奈 役
- 双方向冒険活劇「トレジャー!」（2000年、BS-i） - 吉本奈菜 役
- FACE〜見知らぬ恋人〜（2001年、日本テレビ） - 奥野麻子 役
- 伝説のワニ ジェイク「ジェイクは運ばれてた」（2001年、テレビ東京） - 目撃する女 役
- 学校の怪談・春の物怪スペシャル（2001年3月27日、フジテレビ） - 若妻 役
- レッツ・ゴー!永田町（2001年10月 - 12月、日本テレビ） - 広瀬鈴子 役
- 夢のカリフォルニア（2002年4月 - 6月、TBSテレビ） - 大場琴美 役（ヒロイン）
- 空から降る一億の星（2002年4月 - 6月、フジテレビ） - 宮下由紀 役
- 恋愛偏差値 第三章「彼女の嫌いな彼女」（2002年8月29日 - 9月19日、フジテレビ） - 吉沢千絵 役（主演）
- サイコドクター 第1話（2002年10月9日、日本テレビ） - 浅井智子 役
- GOOD LUCK!! （2003年1月 - 3月、TBSテレビ） - 緒川歩実 役（ヒロイン）
- Dr.コトー診療所 （2003年7月 - 9月、フジテレビ） - 星野彩佳 役（ヒロイン）
  - Dr.コトー診療所2004（前編・後編）（2004年11月12日・13日、フジテレビ） - 星野彩佳 役（ヒロイン）
  - Dr.コトー診療所2006（2006年10月 - 12月、フジテレビ） - 星野彩佳 役（ヒロイン）
- オレンジデイズ（2004年4月 - 6月、TBSテレビ） - 萩尾沙絵 役（主演）
- ガリレオ（2007年10月 - 12月、フジテレビ） - 内海薫 役（ヒロイン） ※「KOH+」名義で主題歌担当
  - ガリレオ 第2シリーズ「第1話」（2013年4月15日、フジテレビ） - 内海薫 役
  - ガリレオ XX（ダブルエックス） 内海薫 最後の事件 愚弄ぶ（もてあそぶ）（2013年6月22日、フジテレビ） - 内海薫 役（主演）
- 世にも奇妙な物語 20周年スペシャル・春 〜人気番組競演編〜「台詞の神様」（2010年4月4日、フジテレビ） - 女・政子・ポニータ 役
- わが家の歴史（2010年4月9日 - 11日、フジテレビ） - 八女政子 役（主演）
- 外交官 黒田康作（2011年1月 - 3月、フジテレビ） - 大垣利香子 役（ヒロイン）
- 安堂ロイド〜A.I. knows LOVE?〜（2013年10月 - 12月、TBSテレビ） - 安堂麻陽 役（ヒロイン）
- 信長協奏曲（2014年10月 - 12月、フジテレビ） - 帰蝶 役（ヒロイン）
- ○○妻（2015年1月 - 3月、日本テレビ） - 井納ひかり 役（主演）
- ABC創立65周年記念スペシャルドラマ『氷の轍』（2016年11月5日、ABC・テレビ朝日系） - 大門真由 役（主演）[79]
- 大河ドラマ おんな城主 直虎（2017年1月 - 12月、NHK） - 井伊直虎 役（主演）[80]
- dele（2018年8月24日、テレビ朝日） - 沢渡明奈 役[81]
- 連続ドラマW「坂の途中の家」（2019年4月27日 - 6月1日、WOWOW） - 山咲里沙子 役（主演）[82]
- 連続テレビ小説「エール」 第7話 - （2020年4月7日 - 、NHK） - 双浦環 役[83]
- 今だから、新作ドラマ作ってみました 第3夜「転・コウ・生」（2020年5月8日、NHK） - シバサキコウ  役 (主演)[84]
- 35歳の少女（2020年10月10日 - 12月12日、日本テレビ） - 今村望美 役（主演）[85]
- インビジブル（2022年4月15日 - 6月17日、TBS） - キリコ 役[86][87]

### 劇場アニメ
- 真救世主伝説 北斗の拳 ラオウ伝 殉愛の章（2006年3月11日、東宝） - レイナ 役（ヒロイン）
  - 真救世主伝説 北斗の拳 ラオウ伝 激闘の章（2007年4月28日、東宝） - レイナ 役
- 名探偵コナン 絶海の探偵（2013年4月20日、東宝） - 藤井七海 役[88]（特別出演）
- 神在月のこども（2021年10月8日、イオンエンターテイメント） - 葉山弥生 役[89]
- 君たちはどう生きるか（2023年7月14日、東宝） - キリコ 役[90]

### 吹き替え
- クルエラ（2021年5月28日、ウォルト・ディズニー・ジャパン） - クルエラ・ド・ヴィル（エマ・ストーン） 役（主演）[91][92]
- マトリックス レザレクションズ（2021年12月17日、ワーナー・ブラザース・ピクチャーズ） - グウィン・デ・ビア(クリスティーナ・リッチ) 役[12][93]

### ドキュメンタリー
- 柴咲コウ・バケットリスト in スリランカ 人生を豊かにする旅路（2016年1月30日、BSフジ）[94]
- 柴咲コウのサステイナブルな旅“森と湖の国”フィンランドへ（2018年12月9日、RKB毎日放送制作、TBS系列） - ナビゲーター[95]
- SWITCHインタビュー 達人達「柴咲コウ×斎藤幸平」（2021年8月21日、NHK Eテレ）[96]
- テレメンタリー2021「ポネオハウ -アイヌの私-」（2021年2月20日、北海道テレビ制作・テレビ朝日系） - ナレーション[97]
- 地球クライシス2021〜気候変動 壊れゆく世界〜第2弾（2021年9月26日、BS朝日） - ナビゲーター[98]
  - 地球クライシス2022〜気候変動 壊れゆく世界〜第3弾（2022年3月21日、BS朝日） - ナビゲーター

### ラジオ
- 『柴咲コウ Special [nekou's life]』（AIR-G'、2012年2月19日、3月18日 20:00 - 20:55）
  - エフエム北海道限定のスペシャル番組。ゲストに渡辺シュンスケ、DECO*27が登場した。
- ツキイチMUSIK 『柴咲コウ〜nekou's life〜』（JFN17局ネット、2012年4月 - 2015年3月）
  - 第1週目を担当。ゲストにオススメの曲を3つ紹介してもらう「My Favorite Songs」のコーナーや、柴咲本人が作った詩を朗読する「ツキイチポエム」のコーナーなどがある。初回放送では、番組スタートを祝い福山雅治がコメント出演。あわせてこのほか「My Favorite Songs」には、夏木マリや桐谷健太、サカナクションの山口一郎、秦基博、竹内まりや、真心ブラザーズ、MIYAVIなどが過去にコメント出演している。

### CM
- 日本リーバ（現ユニリーバ・ジャパン） - 「ポンズWホワイト」
- 日本中央競馬会 - 「ジャパンカップ」（1999年）
- ジャストシステム - 「一太郎11」（2001年）
- サントリー
  - 「リピュア」（2002年）
  - 「フレシネ」（2007年 - 2010年）
  - 「のんある気分」（2011年 - 2016年）
- セイコーエプソン - 「カラリオプリンターシリーズ」（2003年 - 2005年）
- 江崎グリコ
  - 「ポッキー」（2003年 - 2006年）
  - 「ポスカ」（2008年）
- SONY - 「MD WALKMAN&Sound Gate」（2003年）
- トヨタ自動車
  - 「カローラ ランクス」（2004年）
  - プリウス（2010年）
- コーセー - 「エスプリーク」（2005年）
- キリンビバレッジ - 「MCダノンウォーターズ Volvic」（2005年）
- 任天堂 - 「MOTHER3」（2006年）
- ダイハツ - 「ムーヴ カスタム」（2006年 - ）
- オンワード - 「組曲」（2006年 - 2010年）
- ANA/全日空 - 「沖縄の旅」（2007年 - ??）
- 富士フイルム - FinePix（F200EXR以降・2009年）
- ジャックス - ジャックスカード（2008年 - 2011年）
- リプトン - 「リモーネ」、「贅沢ロイヤル」（2010年）
- 花王
  - 「アジエンス」（2011年 - ）
  - 「セグレタ（2023年 - ）
- ユーキャン（2011年 - ）
- カネボウ化粧品 - 「コフレドール COFFRET DO'R」（2007年 - ）
- ディズニー・モバイル - 「ディズニー・モバイル・オン・ソフトバンク」（2012年 - 2013年）
- La Beaute Japon（販売はジャパンゲートウェイ） 
  - 「DIFRESCA」（2013年）
  - 「Voloute」（2014年）
- ミズノ - 「ミズノランニング」（2012年 - 2015年）
- Supercell - 「クラッシュ・オブ・クラン」（2015年）
- ハーゲンダッツジャパン - 「ハーゲンダッツ」（2011年 - 2016年）
- ライオン -  ソフラン「アロマリッチ」（2014年 - 2018年）
- ロート製薬
  - 肌研（ハダラボ）
    - 「極潤」（2015年 - ）
    - 「白潤プレミアムシリーズ」（2019年3月 - ）[注釈 6]
- アサヒビール
  - アサヒドライプレミアム 豊穣（2016年 - ）[99]
  - アサヒスーパードライ ジャパンスペシャル（2017年 - ）[100]
  - アサヒスーパードライ  （2018年 - ）[101]
- シャープ - スマートフォン AQUOS R
  - 「階段編」「夜の町編」（2017年7月 - ）[102]
  - 「息吹く映像篇」[103]
- 三菱地所レジデンス ザ・パークハウス「映画のような一瞬」篇[104]
- 第一三共ヘルスケア -「ブレスラボ」（2018年9月 - ）
- ACジャパン - 2021年度全国キャンペーン「プラ島太郎」で歌、ナレーション、浦島太郎の声を担当。
- 日本遊技機工業組合「KIBUN PACHI-PACHI委員会 バルーン篇」（2023年）[105]

## 音楽番組
NHK
- 柴咲コウ 孤独の中の輝き（2008年10月27日、NHK BShi - 柴咲コウの音楽活動に密着し、制作された番組。同年12月22日には総合テレビで45分の短縮版が放送された。
- SONGS - 2011年9月28日放送。「Kou Shibasaki Live Tour 2011 “CIRCLE & CYCLE”」を引っ提げての出演。

サポートメンバーはキーボード以外Tourのバンドメンバーで構成された。
本来は9月21日に放送であった。しかし、台風12号関連のニュースとなり番組内容が変更。翌週に放送された。
- The Covers

2015年6月15日、NHK BSプレミアムにて放送。
日本テレビ
- Music Lovers

2009年11月22日放送回。ラバーズゲストには親交のある鈴木砂羽と、ファンと公言する八嶋智人が登場。
アルバム「Love Paranoia」を引っ提げての登場であった。
当時テレビでは歌うことが無かった「かたち あるもの」をテレビ初披露した。
- 音楽戦士 MUSIC FIGHTER
- マチャミの名曲100選 心に残るこの一曲「あの時聴いた、歌ったのはこんな歌」
- AX MUSIC-TV

TBSテレビ
- うたばん
- COUNT DOWN TV
- ザ・ミュージックアワー
- 火曜曲!

フジテレビ
- HEY!HEY!HEY! MUSIC CHAMP
- 僕らの音楽

2005年4月29日放送回は、親交のある東京スカパラダイスオーケストラの対談ゲストとして出演。
2007年12月7日放送では、KOH+として出演した。「KISSして」を披露したのは、特別番組以外ではこの音楽番組だけであった。
- FNS歌謡祭2007

ガリレオの撮影が多忙を極める中、この番組でKOH+が初お披露目となった。
この年のFNS歌謡祭アーティスト別視聴率1位をとったことを福山本人がラジオで語っていた。
- 魁!音楽番付
- 堂本兄弟
- MUSIC FAIR

2014年4月26日放送回で初出演。ラブサーチライトを披露。事務所の後輩であるももいろクローバーZと初共演した。翌週の5月3日はトーク部分のみ放送。
2015年10月10日放送回は、カバーアルバム「こううたう」からただ泣きたくなるのを披露。また、フジファブリックと若者のすべてをコラボレーション。1番はカバー版、2番は原曲版のフルコーラスで披露された。
テレビ朝日
- ミュージックステーション

2008年6月13日放送回で初登場した。歌手デビュー6年目にしてようやく出演。
「よくある話 〜喪服の女編〜」でアレンジを担当した東京スカパラダイスオーケストラのホーン隊4人と共に曲を披露した。
KOH+としても2008年10月3日の秋スペシャルに出演。「最愛」をテレビ初披露した。
- A HAPPY MUSIC YEAR 想い出の曲すべて見せます!2004

2004年1月1日に放送されたお正月のスペシャル番組。「いくつかの空」を披露。
テレビ東京
- JAPAN COUNTDOWN
- MUSIX!

TOKYO MX
- 2017年12月29日放送の「ザンジバルナイト2017」で「永遠」(ZARDのカバー)と「いざよい」を披露した。

### その他
- 「お・ま・えローテンションガール」（「グループ魂に柴咲コウが」名義） - グループ魂とのコラボレートシングル。2007年6月13日発売。
- 「柴咲コウ 星空のLove Song」 - コニカミノルタプラネタリウム“満天”in Sunshine City（東京都豊島区）
  - 「最愛」などの歌とナレーションを担当。2008年11月29日 - 2009年3月15日上映。
- 『愛迷エレジー』（2010年12月15日発売） - DECO*27のアルバム。Tr.4の「トリノアイウタ」を作詞。
- 「柴咲無形魂音組編」 - Ustreamの人気プログラム『DOMMUNE』内にて開演された2時間のスペシャルプログラム（2011年2月7日）
  - ナビゲーターは柴咲コウ、中村道生。「無形スピリット」についてや、音楽と映像，ネットメディアとの関係性をゲストを迎えて話した。ゲストには「無形スピリット」のMusicVideoを手掛けた関和亮、作曲を担当したDECO*27、Remixを手掛けたTeddyLoidが出演。
- 「柴咲無形魂CIRCLE CYCLE編」 - 前回好評だった「柴咲無形魂音組編」に続く第2弾（2011年5月15日）。アルバム『CIRCLE CYCLE』の発売を記念して、行われた特別番組。Ustreamとニコニコ動画で同時配信された。
  - ナビゲーターは前回に引き続き、中村道生が担当。ゲストには製作に関わった、DECO*27、Language、サポートメンバーでもある山口寛雄、ひぐちしょうこ、柴咲が主題歌を担当した映画の監督である瀬田なつきなどが出演。なお、柴咲本人は映画の撮影で海外に長期滞在していたため、SkypeのTV電話を通じて出演した。
- 「恋の魔力」（2013年発表） - フジテレビ系列で放送されたドラマ「ガリレオ」第2シリーズの主題歌。KOH+名義でボーカルとして参加。アルバム「Galileo+」に収録されている。
- The おそ松さんズ with 松野家6兄弟「大人÷6×子供×6」 - テレビアニメ『おそ松さん』第2クール（第2期）エンディングテーマ。高橋幸宏プロデュースユニットで、ヴォーカルの一人として参加[106]。

## ディスコグラフィ

### CDシングル
| 枚   | 発売日         | タイトル                   | 順位 | 収録アルバム                  |
| ---- | -------------- | -------------------------- | ---- | ----------------------------- |
| 1st  | 2002年7月24日  | Trust my feelings          | 50位 | Single Best                   |
| 2nd  | 2003年1月15日  | 月のしずく（RUI名義）      | 1位  | 蜜                            |
| 3rd  | 2003年6月4日   | 眠レナイ夜ハ眠ラナイ夢ヲ   | 7位  | 蜜                            |
| 4th  | 2003年9月3日   | 思い出だけではつらすぎる   | 9位  | 蜜                            |
| 5th  | 2004年1月14日  | いくつかの空               | 10位 | 蜜                            |
| 6th  | 2004年8月11日  | かたち あるもの            | 2位  | Single Best                   |
| 7th  | 2005年2月16日  | Glitter                    | 6位  | ひとりあそび                  |
| 8th  | 2005年10月5日  | Sweet Mom                  | 3位  | ひとりあそび                  |
| 9th  | 2006年2月15日  | 影                         | 2位  | 嬉々♥                         |
| 10th | 2006年8月9日   | invitation                 | 9位  | 嬉々♥                         |
| 11th | 2006年12月6日  | actuality                  | 20位 | Single Best                   |
| 12th | 2007年2月21日  | at home                    | 24位 | 嬉々♥                         |
| 13th | 2007年3月28日  | ひと恋めぐり               | 8位  | 嬉々♥                         |
| 14th | 2007年5月30日  | プリズム                   | 20位 | Single Best                   |
| 15th | 2007年11月21日 | KISSして（KOH+名義）       | 3位  | Single Best                   |
| 16th | 2008年6月4日   | よくある話 〜喪服の女編〜  | 6位  | Love Paranoia                 |
| 17th | 2008年10月1日  | 最愛 （KOH+名義）          | 5位  | Love Paranoia                 |
| 18th | 2009年3月4日   | 大切にするよ               | 16位 | Love Paranoia                 |
| 19th | 2009年9月16日  | ラバソー 〜lover soul〜    | 3位  | Love Paranoia                 |
| 20th | 2010年4月14日  | ホントだよ                 | 8位  | Love & Ballad Selection       |
| 21st | 2010年11月3日  | EUPHORIA                   | 15位 | CIRCLE CYCLE                  |
| 22nd | 2011年2月9日   | 無形スピリット             | 12位 | CIRCLE CYCLE                  |
| 23rd | 2011年4月20日  | wish                       | 12位 | CIRCLE CYCLE                  |
| 24th | 2012年3月14日  | Strength                   | 26位 | リリカル*ワンダー             |
| 25th | 2012年6月13日  | ANOTHER:WORLD              | 12位 | リリカル*ワンダー             |
| 26th | 2012年10月31日 | My Perfect Blue/ゆくゆくは | 28位 | リリカル*ワンダー             |
| 27th | 2014年4月16日  | ラブサーチライト           | 22位 | KO SHIBASAKI ALL TIME BEST 詩 |
| 28th | 2014年8月27日  | 蒼い星                     | 36位 | KO SHIBASAKI ALL TIME BEST 詠 |
| 29th | 2015年11月25日 | 野性の同盟                 | 38位 | KO SHIBASAKI ALL TIME BEST 詠 |

### 配信限定シングル
| 枚   | 発売日         | タイトル                                   | 収録アルバム                  |
| ---- | -------------- | ------------------------------------------ | ----------------------------- |
| 1st  | 2007年6月13日  | Prism (REO&HEAVENS WiRE Remix)             |                               |
| 2nd  | 2008年12月3日  | 君の声                                     | Love Paranoia                 |
| 3rd  | 2011年1月10日  | サヨナラブ                                 | CIRCLE CYCLE                  |
| 4th  | 2013年5月29日  | 恋の魔力（KOH+ 名義）                      | KO SHIBASAKI ALL TIME BEST 詩 |
| 5th  | 2013年11月13日 | Intoxicated（柴咲コウとJuno Reactor 名義） | KO SHIBASAKI ALL TIME BEST 詩 |
| 6th  | 2015年3月25日  | 素直                                       | こううたう                    |
| 7th  | 2016年5月18日  | 永遠のAstraea                              | KO SHIBASAKI ALL TIME BEST 詠 |
| 8th  | 2017年10月18日 | いざよい（「柴咲 神宮」 Live ver.）        | KO SHIBASAKI ALL TIME BEST 詠 |
| 9th  | 2018年5月30日  | Blessing (Musek名義)                       | Blessing (MuseK名義)          |
| 10th | 2018年6月16日  | Blessing (柴咲コウ名義)                    | Blessing                      |
| 11th | 2019年2月20日  | Maps（マルーン5の同曲のカバー）            | Blessing                      |
| 12th | 2019年3月27日  | The silhouette                             | Blessing                      |
| 13th | 2019年4月24日  | silence（Musek名義）                       | Blessing                      |
| 14th | 2020年8月5日   | BIRTH                                      |                               |
| 15th | 2020年10月14日 | ひとかけら                                 |                               |
| 16th | 2022年12月7日  | TRUST                                      |                               |
| 17th | 2024年10月30日 | 紫陽花                                     | 饗宴                          |

### フル・アルバム
| 枚  | 発売日         | タイトル          | 順位 |
| --- | -------------- | ----------------- | ---- |
| 1st | 2004年2月11日  | 蜜                | 2位  |
| 2nd | 2005年12月14日 | ひとりあそび      | 4位  |
| 3rd | 2007年4月25日  | 嬉々♥             | 3位  |
| 4th | 2009年11月18日 | Love Paranoia     | 2位  |
| 5th | 2011年5月18日  | CIRCLE CYCLE      | 3位  |
| 6th | 2012年12月12日 | リリカル*ワンダー | 20位 |

### ベスト・アルバム
| 枚  | 発売日         | タイトル                      | 順位 |
| --- | -------------- | ----------------------------- | ---- |
| 1st | 2008年3月12日  | Single Best                   | 1位  |
| 2nd | 2008年3月12日  | The Back Best                 | 3位  |
| 3rd | 2008年12月3日  | Best Special Box              | 54位 |
| 4th | 2010年6月30日  | Love&Ballad Selection         | 9位  |
| 5th | 2017年12月20日 | KO SHIBASAKI ALL TIME BEST 詩 | 33位 |
| 6th | 2017年12月20日 | KO SHIBASAKI ALL TIME BEST 詠 | 38位 |

### ミニ・アルバム
| 枚  | 発売日        | タイトル                                                 | 順位 |
| --- | ------------- | -------------------------------------------------------- | ---- |
| 1st | 2019年5月1日  | Blessing                                                 |      |
| 2nd | 2022年9月14日 | ヒトツボシ 〜ガリレオ Collection 2007-2022〜（KOH+名義） |      |

### EP
| 枚  | 発売日         | タイトル | 順位 |
| --- | -------------- | -------- | ---- |
| 1st | 2024年11月27日 | 饗宴     |      |

### カバー・アルバム
| 枚  | 発売日         | タイトル                                            | 順位 |
| --- | -------------- | --------------------------------------------------- | ---- |
| 1st | 2015年6月17日  | こううたう                                          | 12位 |
| 2nd | 2016年7月20日  | 続こううたう                                        | 10位 |
| 3rd | 2023年11月29日 | KO SHIBASAKI ACTOR'S THE BEST -Melodies of Screens- | 14位 |

### galaxias!名義の作品
| 枚  | 発売日         | タイトル  | 形態     |
| --- | -------------- | --------- | -------- |
| 1st | 2011年11月23日 | galaxias! | アルバム |

### 参加作品
| リリース日     | 参加楽曲                           | 収録作品                                                                    |
| -------------- | ---------------------------------- | --------------------------------------------------------------------------- |
| 2013年6月26日  | 「KISSして」 「最愛」 「恋の魔力」 | 「Galileo+」 （KOH+名義）                                                   |
| 2015年9月24日  | 誰より好きなのに                   | 稲垣潤一デュエットカバーアルバム『男と女5』                                 |
| 2017年4月5日   | 「謡い経 とわから次郎へ」          | 「NHK大河ドラマ『おんな城主 直虎』音楽虎の巻 ニィトラ」（サウンドトラック） |
| 2017年11月22日 | 「わたしが竜宮小僧だったとき」     | 「NHK大河ドラマ『おんな城主 直虎』音楽虎の巻 サントラ」（サウンドトラック） |
| 2021年6月23日  | 「コール・ミー・クルエラ」         | 「クルエラ オリジナル・サウンドトラック」                                   |

### ミュージック・ビデオ
| 枚  | 発売日        | タイトル     |
| --- | ------------- | ------------ |
| 1st | 2004年2月11日 | Single Clips |

### 主なライブ・ライブビデオ
| 回   | タイトル                                                                                       | 開催期間                 | 開催都市                                                                                        | ビデオ放送日・局                            | ビデオ発売日   |
| ---- | ---------------------------------------------------------------------------------------------- | ------------------------ | ----------------------------------------------------------------------------------------------- | ------------------------------------------- | -------------- |
| 1st  | invitation LIVE                                                                                | 2007年8月3日 - 5日       | 大阪 東京                                                                                       | 2007年9月9日 TBSチャンネル（CS）            | 2007年10月31日 |
| 2nd  | Live Tour 2008 〜1st〜                                                                         | 2008年7月26日 - 8月10日  | 福岡 仙台 札幌 名古屋 大阪 東京                                                                 | 2008年10月4日 WOWOW                         | 2008年11月26日 |
| 3rd  | Live Tour 2010 〜ラブ☆パラ〜                                                                   | 2010年3月5日 - 4月9日    | 戸田 新潟 名古屋 札幌 仙台 静岡 大阪 福岡 広島 東京                                             | 2010年6月17日 WOWOW                         | 2010年8月18日  |
| 4th  | Live Tour 2011 “CIRCLE & CYCLE”                                                                | 2011年9月22日 - 11月28日 | 市川 金沢 新潟 京都 秋田 仙台 高松 浜松 広島 名古屋 大阪 熊本 福岡 鹿児島 札幌 八王子 神戸 東京 | 2011年12月23日 WOWOW                        | 2012年3月14日  |
| 5th  | Premium Live Tour 2012                                                                         | 2012年5月9日 - 14日      | 東京 名古屋 大阪                                                                                | 2012年8月5日 WOWOW                          | 2012年11月28日 |
| 6th  | リリカル＊ワンダー＊パーティー 2012                                                            | 2012年12月11日           | 東京                                                                                            | Ustream ニコ生等 ストリーミングで多元生中継 | 2013年3月27日  |
| 7th  | Live Tour 2013 〜neko's live 猫幸 音楽会〜                                                     | 2013年5月29日 - 6月29日  | 多摩 仙台 東京 座間 札幌 広島 福岡 名古屋 奈良 大阪 神戸                                        | 2013年7月27日 MUSIC ON! TV                  | 2013年11月13日 |
| 8th  | Live Tour 2015 “こううたう”                                                                    | 2015年9月11日 - 10月17日 | 葛飾 福岡 韮崎 名古屋 大阪 仙台 札幌 広島 神戸 東京                                             | 2015年11月15日 WOWOW                        | 2016年2月17日  |
| 9th  | KO SHIBASAKI LIVE 2017 「柴咲 寺院」〜池上本門寺 月夜の宴〜 「柴咲 神宮」〜平安神宮 月夜の宴〜 | 2017年9月30日 ・10月9日  | 東京 京都                                                                                       | 2018年1月1日 WOWOW                          | 2018年4月25日  |
| 10th | HOTEL THE KO                                                                                   | 2018年8月5日             | 東京                                                                                            | -                                           | 2019年5月1日   |
| 11th | ART THE KO                                                                                     | 2018年9月1日 - 10月18日  | 長野 大分 広島 静岡 仙台 大阪 東京                                                              | -                                           | 2019年5月1日   |
| 12th | EARTH THE KO                                                                                   | 2019年4月6日 - 5月10日   | 広島 京都 横浜 名古屋                                                                           | 2019年6月1日 WOWOW                          | 2020年7月15日  |
| 13th | KO SHIBASAKI Birthday Party 2022 HINOMIKO UTAGE 〜陽の巫女の宴〜                               | 2022年8月4日、12日       | 東京 大阪                                                                                       | -                                           | 2022年12月14日 |

### その他のライブ・ライブビデオ
- フリーライブ＠テラスモール湘南（神奈川県藤沢市） - 2012年10月7日開催。
- World Peace Concert “HIROSHIMA” 2013「エターナルピースコンサート」 - 2013年8月3日、広島グリーンアリーナにて開催。
- HMV THE 2MAN 柴咲コウとJuno Reactor - 2013年8月7日、Zepp DiverCity TOKYOにて開催。
- WORLD HAPPINESS 2013 - 2013年8月11日開催。
- フリーイベント＠ラゾーナ川崎プラザ - 2014年8月30日開催。
- 「どこいこう？ ここいこう」（ミニライブ） - 2015年6月14日、御成座（秋田県大館市）にて開催。ライブ会場を全国から公募し、柴咲自身が選んだ。地元のみ開催が告知された[113][114]。
- 「シンシアリー・ユアーズ - 親愛なるあなたの 大宮エリーより」ライブペインティング - 2016年7月24日、十和田市現代美術館（青森県）にて開催。Schroeder-Headzと共にシークレットスペシャルアーティストとして出演し『続こううたう』から5曲披露した[115]。

### タイアップ
| 曲名                     | タイアップ先                                                  |
| Trust my feelings        | LF系「LF+Rウラナイ! プロジェクト第一弾!」テーマソング         |
| 月のしずく（RUI名義）    | 東宝配給映画『黄泉がえり』主題歌                              |
| 眠レナイ夜ハ眠ラナイ夢ヲ | TBS系ドラマ『笑顔の法則』主題歌                               |
| 思い出だけではつらすぎる | フジテレビ系『Dr.コトー診療所』挿入歌                         |
| 忽忘草                   | グリコ「ムースポッキー」CMソング                              |
| いくつかの空             | 東宝配給映画『着信アリ』主題歌                                |
| かたち あるもの          | TBS系ドラマ『世界の中心で、愛をさけぶ』主題歌                 |
| Glitter                  | TBS系『恋するハニカミ!』テーマソング                          |
| 色恋粉雪                 | TBS系『恋するハニカミ!』挿入歌                                |
| Sweet Mom                | 東宝配給映画『この胸いっぱいの愛を』主題歌                    |
| 影                       | TBS系ドラマ『白夜行』主題歌                                   |
| invitation               | TBS系ドラマ『タイヨウのうた』主題歌                           |
| actuality                | サントリー「フレシネ」CMソング                                |
| 分身                     | 大同生命「“風と、雨と、光と”篇」企業イメージCMソング          |
| at home                  | TBS系『恋するハニカミ!』テーマソング                          |
| ひと恋めぐり             | TBS系ドラマ『砂時計』主題歌                                   |
| プリズム                 | 東宝配給映画『そのときは彼によろしく』主題歌                  |
| KISSして                 | フジテレビ系ドラマ『ガリレオ』主題歌                          |
| 最愛                     | 東宝配給映画『容疑者Xの献身』主題歌                           |
| 大切にするよ             | 東宝配給アニメ映画『ドラえもん 新・のび太の宇宙開拓史』主題歌 |
| 幸せ繋いでた糸           | 富士フイルム「FinePix F200EXR」CMソング                       |
| ラバソー 〜lover soul〜  | フジテレビ系ドラマ『オトメン（乙男）』主題歌                  |
| 再生                     | 『第29回さっぽろホワイトイルミネーション』コラボレートソング  |
| ホントだよ               | 「NEXCO中日本」CMソング                                       |
| EUPHORIA                 | フジテレビ系スペシャルドラマ『ストロベリーナイト』主題歌      |
| サヨナラブ               | 角川映画配給映画『嘘つきみーくんと壊れたまーちゃん』主題歌    |
| 無形スピリット           | TBS系ドラマ『LADY〜最後の犯罪プロファイル〜』主題歌           |
| wish                     | 花王「アジエンス」CMソング                                    |
| Strength                 | 花王「アジエンス」CMソング                                    |
| ANOTHER:WORLD            | フジテレビ系ドラマ『未来日記-ANOTHER:WORLD-』主題歌           |
| My Perfect Blue          | TBS系ドラマ『パーフェクト・ブルー』主題歌                     |
| ゆくゆくは               | 花王「アジエンス」CMソング                                    |
| ラブサーチライト         | 東宝配給アニメ映画『名探偵コナン 異次元の狙撃手』主題歌       |
| 蒼い星                   | テレビ東京系ドラマ『アオイホノオ』エンディングテーマ          |
| 野性の同盟               | テレビ朝日系ドラマ『科捜研の女』第15シリーズ 主題歌           |
| 愛とスマイル愛とスマイル | テレビ埼玉・サンテレビ『AIとTOZのLOVE働く体操』テーマソング   |
| 遥かな人へ               | アサヒビール『ドライプレミアム豊醸』CMソング                  |
| The silhouette           | ロート製薬 「肌ラボ 白潤プレミアムシリーズ」CMソング          |
| silence（MuseK名義）     | WOWOW『連続ドラマW 坂の途中の家』主題歌                       |
| ひとかけら               | アウディ「e-tron Sportsback」CMソング                         |
| ヒトツボシ               | 東宝配給映画『沈黙のパレード』主題歌                          |
| ------------------------ | ------------------------------------------------------------- |

## 書籍

### 連載
- 「甘美な孤独 呟くが如く」（『音楽と人』、2012年7月号 - 2014年11月号）
- 「柴咲コウの 一日弟子入り！」（ハースト婦人画報社『美しいキモノ』、2014年8月20日発売号 - ）
- 「こうめぐる 会いに行って、愛を知る。」（枻出版社『Discover Japan』、2017年7月号vol.69 - ）

### 写真集
- KOU―柴咲コウin GO写真集（2001年10月、秋田書店、編集：ヤングチャンピオン編集部）ISBN 978-4-253-01075-7
- 0805（2010年1月26日、SDP）ISBN 978-4-903620-70-1

## 公式ファンクラブ

### 猫幸組
柴咲は2013年2月5日にオフィシャルファンクラブを起ち上げた。名称は開設当初会員に募集したが、大好きな猫と自身の本名の一字を合わせた「猫幸組」（ねこうぐみ）とした。さらに、ファンクラブ会員の事は「コネコウ」（子猫幸）と呼んだ。

### KO CLASS
柴咲は2016年11月18日に衣食住の製品をプロデュースし、かつ自身のプロモーションも行う「レトロワグラース株式会社」を設立して代表取締役に就任したが、猫幸組の運営もそちらに移管した。すなわち、ファンクラブの運営を柴咲自身が行っている。さらに2017年7月1日、猫幸組を発展させて「WEB COMMUNITY SPACE『KO CLASS』」（ウェブ コミュニティー スペース 「コウ クラス」）とした。有料会員限定公開で双方向にコメント可能なブログ（タイトルは「こうつむぐ」）を綴る、会員限定で抽選の誕生日会を開催する、コンサートの良席を割り振る、出演作の試写会に抽選で無料招待する、などのサービスを行っている。

## レトロワグラース
レトロワグラース（LES TROIS GRACES）は東京都港区にある芸能プロダクションやアパレルを経営する会社。レトロワグラースは2016年に柴咲コウが設立した会社である。設立当初はアパレル製品の販売などを手がけた。2020年3月31日、柴咲はデビュー以来所属していたスターダストプロモーションを退社し、本格的にプロダクション事業に進出した。

### マネジメント事業
- 北林茉子 - 2022年1月所属
- 彩葉 - 2022年1月所属
- 田中綾華 - 2022年12月所属[128][129]
- 帆純まひろ - 2024年7月所属

### セレクトショップ事業
- LES TROIS GRACES - サステナブルなレディースファッションからライフスタイル雑貨を取り扱うオンラインストア。柴咲コウがプロデュースするアパレルブランド「MES VACANCES(ミ ヴァコンス)」、レトロワグラース独自のセレクトや、パートナーとの協業でサステナブルに厳選した商品を届ける。